# سم دیرینگ
سم دیرینگ (انگلیسی: Sam Deering؛ زادهٔ ۲۶ فوریهٔ ۱۹۹۱) بازیکن فوتبال اهل بریتانیا است.
از باشگاه‌هایی که در آن بازی کرده‌است می‌توان به باشگاه فوتبال نیوپورت کانتی، باشگاه فوتبال وایت‌هاوک، باشگاه فوتبال چلتنهام تاون، باشگاه فوتبال آکسفورد یونایتد، باشگاه فوتبال ابسفلیت یونایتد، و باشگاه فوتبال بارنت اشاره کرد.
وی همچنین در تیم ملی فوتبال England C بازی کرده‌است.